# جوزيه أنطونيو أورتيغا بونت
جوزيه أنطونيو أورتيغا بونت (بالإنجليزية: Jose Antonio Ortega Bonet) هو رائد أعمال كوبي وأمريكي، ولد في 27 أكتوبر 1929، وتوفي في 19 سبتمبر 2009 بسبب سرطان.